# Ptychochromoides
Ptychochromoides ist eine Buntbarschgattung, die auf Madagaskar endemisch ist. 

## Merkmale
Ptychochromoides-Arten sind relativ groß und werden etwa 30 cm lang. Ihr Körper ist seitlich abgeflacht, hochrückig und mit großen Kammschuppen bedeckt. Auf der Brust sind die Schuppen klein und in die Haut eingebettet. Von allen anderen madegassischen Buntbarschen unterscheiden sie sich durch eine einzelne Zahnreihe auf der Zahnplatte der zweiten Pharyngogobranchiale und einer Zahnplatte an der vierten Ceratobranchiale (beide Knochen gehören zum „Schlundkiefer“). Die Ceratobranchiale ist mit den äußeren Kiemenrechen zusammengewachsen. Die Kieferbezahnung der äußeren und inneren Zahnreihen besteht aus symmetrischen, zweispitzigen Zähnen.

## Lebensweise
Alle Ptychochromoides-Arten leben ausschließlich im zentralmadegassischen Hochland in den Ober- und Mittelläufen der Flüsse. Ihre Wohngewässer sind klar, sauerstoffreich, relativ kühl und haben einen sandigen oder steinigen Bodengrund. Die Fische ernähren sich von aquatischen Insekten und anderen Wirbellosen, von höheren Wasserpflanzen und von Algen. Sie sind Substratlaicher. Beide Elternteile beteiligen sich an der Brutpflege. Nach dem Schlupf werden die Jungfische relativ lange beschützt. Die Fortpflanzungszeit reicht von Oktober bis Dezember, wenn der Wasserstand niedriger ist.

## Arten
Von den drei beschriebenen Arten sind zwei vom Aussterben bedroht. Die dritte wurde seit Jahrzehnten nicht mehr gefangen und ist mit hoher Wahrscheinlichkeit ausgestorben.
- Ptychochromoides betsileanus (Boulenger, 1899)
- Ptychochromoides itasy Sparks, 2004 (ausgestorben)
- Ptychochromoides vondrozo Sparks & Reinthal, 2001